# Bóng đá tại Thế vận hội Mùa hè 2024 – Giải đấu Nam – Vòng đấu loại trực tiếp
Vòng đấu loại trực tiếp của giải bóng đá nam tại Thế vận hội Mùa hè 2024 diễn ra từ ngày 2 đến ngày 9 tháng 8 năm 2024. Hai đội tuyển đứng đầu mỗi bảng sẽ giành quyền vào vòng đấu loại trực tiếp.

## Thể thức
Ở vòng đấu loại trực tiếp, nếu trận đấu có tỷ số hòa sau 90 phút thi đấu chính thức, hiệp phụ sẽ được diễn ra (hai hiệp, mỗi hiệp 15 phút) và nếu cần sẽ tiến hành loạt sút luân lưu để xác định đội giành chiến thắng.

## Các đội tuyển vượt qua vòng bảng
Hai đội tuyển đứng đầu mỗi bảng giành quyền vào vòng đấu loại trực tiếp.
| Bảng | Nhất bảng | Nhì bảng    |
| ---- | --------- | ----------- |
| A    | Pháp      | Hoa Kỳ      |
| B    | Maroc     | Argentina   |
| C    | Ai Cập    | Tây Ban Nha |
| D    | Nhật Bản  | Paraguay    |

## Sơ đồ
|  | Tứ kết                       | Tứ kết                |                              |       | Bán kết               | Bán kết               |  |  | Tranh huy chương vàng | Tranh huy chương vàng |
|  |                              |                       |                              |       |                       |                       |  |  |                       |                       |
|  | 2 tháng 8 – Bordeaux         |                       |                              |       |                       |                       |  |  |                       |                       |
|  |                              |                       |                              |       |                       |                       |  |  |                       |                       |
|  | Pháp                         | 1                     |                              |       |                       |                       |  |  |                       |                       |
|  | Pháp                         | 1                     | 5 tháng 8 – Décines-Charpieu |       |                       |                       |  |  |                       |                       |
|  | Argentina                    | 0                     |                              |       |                       |                       |  |  |                       |                       |
|  | Argentina                    | 0                     | Pháp (s.h.p.)                | 3     |                       |                       |  |  |                       |                       |
|  | 2 tháng 8 – Marseille        |                       | Pháp (s.h.p.)                | 3     |                       |                       |  |  |                       |                       |
|  |                              | Ai Cập                | 1                            |       |                       |                       |  |  |                       |                       |
|  | Ai Cập (p)                   | Ai Cập                | 1                            | 1 (5) |                       |                       |  |  |                       |                       |
|  | Ai Cập (p)                   |                       | 9 tháng 8 – Paris            | 1 (5) |                       |                       |  |  |                       |                       |
|  | Paraguay                     | 1 (4)                 |                              |       |                       |                       |  |  |                       |                       |
|  | Paraguay                     | 1 (4)                 | Pháp                         | 3     |                       |                       |  |  |                       |                       |
|  | 2 tháng 8 – Paris            |                       | Pháp                         | 3     |                       |                       |  |  |                       |                       |
|  |                              | Tây Ban Nha (s.h.p.)  | 5                            |       |                       |                       |  |  |                       |                       |
|  | Maroc                        | Tây Ban Nha (s.h.p.)  | 5                            | 4     |                       |                       |  |  |                       |                       |
|  | Maroc                        | 5 tháng 8 – Marseille |                              | 4     |                       |                       |  |  |                       |                       |
|  | Hoa Kỳ                       | 0                     |                              |       |                       |                       |  |  |                       |                       |
|  | Hoa Kỳ                       | 0                     | Maroc                        | 1     |                       |                       |  |  |                       |                       |
|  | 2 tháng 8 – Décines-Charpieu |                       | Maroc                        | 1     |                       |                       |  |  |                       |                       |
|  |                              | Tây Ban Nha           | 2                            |       | Tranh huy chương đồng | Tranh huy chương đồng |  |  |                       |                       |
|  | Nhật Bản                     | Tây Ban Nha           | 2                            | 0     | Tranh huy chương đồng | Tranh huy chương đồng |  |  |                       |                       |
|  | Nhật Bản                     |                       | 8 tháng 8 – Nantes           | 0     |                       |                       |  |  |                       |                       |
|  | Tây Ban Nha                  | 3                     |                              |       |                       |                       |  |  |                       |                       |
|  | Tây Ban Nha                  | 3                     | Ai Cập                       | 0     |                       |                       |  |  |                       |                       |
|  |                              |                       |                              |       |                       |                       |  |  |                       |                       |
|  | Maroc                        | 6                     |                              |       |                       |                       |  |  |                       |                       |
|  | Maroc                        | 6                     |                              |       |                       |                       |  |  |                       |                       |

## Tứ kết

### Maroc vs Hoa Kỳ
| Maroc                                                                     | 4–0      | Hoa Kỳ |
| ------------------------------------------------------------------------- | -------- | ------ |
| - Rahimi 29' (ph.đ.) - Akhomach 63' - Hakimi 70' - Maouhoub 90+1' (ph.đ.) | Chi tiết |        |

| Maroc | Hoa Kỳ |

| GK               | 1  | Munir Mohamedi      |  |       |
| RB               | 2  | Achraf Hakimi (c)   |  |       |
| CB               | 17 | Oussama El Azzouzi  |  |       |
| CB               | 4  | Mehdi Boukamir      |  |       |
| LB               | 11 | Zakaria El Ouahdi   |  |       |
| CM               | 18 | Amir Richardson     |  |       |
| CM               | 14 | Oussama Targhalline |  |       |
| RW               | 10 | Ilias Akhomach      |  |       |
| AM               | 8  | Bilal El Khannous   |  |       |
| LW               | 16 | Abde Ezzalzouli     |  |       |
| CF               | 9  | Soufiane Rahimi     |  |       |
| Thay người:      |    |                     |  |       |
| FW               | 7  | Eliesse Ben Seghir  |  | 73'   |
| MF               | 6  | Benjamin Bouchouari |  | 80'   |
| FW               | 15 | El Mehdi Maouhoub   |  | 80'   |
| MF               | 13 | Yassine Kechta      |  | 81'   |
| DF               | 3  | Akram Nakach        |  | 90+3' |
| Huấn luyện viên: |    |                     |  |       |
| Tarik Sektioui   |    |                     |  |       |

| GK               | 1  | Patrick Schulte     |  |     |
| RB               | 2  | Nathan Harriel      |  |     |
| CB               | 3  | Walker Zimmerman    |  |     |
| CB               | 12 | Miles Robinson      |  |     |
| LB               | 5  | John Tolkin         |  |     |
| DM               | 8  | Tanner Tessmann (c) |  |     |
| CM               | 16 | Jack McGlynn        |  |     |
| CM               | 14 | Djordje Mihailovic  |  |     |
| RF               | 7  | Kevin Paredes       |  |     |
| CF               | 11 | Paxten Aaronson     |  |     |
| LF               | 9  | Griffin Yow         |  |     |
| Thay người:      |    |                     |  |     |
| FW               | 13 | Duncan McGuire      |  | 66' |
| FW               | 10 | Taylor Booth        |  | 66' |
| MF               | 21 | Josh Atencio        |  | 71' |
| DF               | 17 | Caleb Wiley         |  | 80' |
| MF               | 15 | Benjamin Cremaschi  |  | 80' |
| Huấn luyện viên: |    |                     |  |     |
| Marko Mitrović   |    |                     |  |     |

| Trợ lý trọng tài Maximiliano Del Yesso (Argentina) Facundo Rodríguez (Argentina) Trọng tài thứ tư: Campbell-Kirk Kawana-Waugh (New Zealand) Trợ lý trọng tài dự phòng: Isaac Trevis (New Zealand) Trợ lý trọng tài video: Rob Dieperink (Hà Lan) Trợ lý tổ trợ lý trọng tài video: Carlos del Cerro Grande (Tây Ban Nha) |

### Nhật Bản vs Tây Ban Nha
| Nhật Bản | 0–3      | Tây Ban Nha                    |
| -------- | -------- | ------------------------------ |
|          | Chi tiết | - F. López 11', 73' - Ruiz 86' |

| Nhật Bản | Tây Ban Nha |

| GK               | 1  | Leo Kokubo             |  |     |
| RB               | 4  | Sekine Hiroki          |  |     |
| CB               | 15 | Kota Takai             |  |     |
| CB               | 5  | Kimura Seiji           |  |     |
| LB               | 16 | Ohata Ayumu            |  |     |
| DM               | 8  | Fujita Joeru Chima (c) |  |     |
| CM               | 7  | Yamamoto Rihito        |  | 84' |
| CM               | 14 | Mito Shunsuke          |  | 74' |
| RF               | 20 | Fuki Yamada            |  | 46' |
| CF               | 11 | Hosoya Mao             |  |     |
| LF               | 10 | Saito Koki             |  | 67' |
| Thay người:      |    |                        |  |     |
| FW               | 9  | Fujio Shota            |  | 46' |
| FW               | 18 | Sato Kein              |  | 67' |
| FW               | 19 | Asahi Uenaka           |  | 74' |
| MF               | 13 | Araki Ryotaro          |  | 84' |
| Huấn luyện viên: |    |                        |  |     |
| Ōiwa Gō          |    |                        |  |     |

| GK               | 1  | Arnau Tenas      |       |     |
| RB               | 2  | Marc Pubill      |       |     |
| CB               | 4  | Eric García      | 1'    |     |
| CB               | 5  | Pau Cubarsí      |       |     |
| LB               | 3  | Juan Miranda     |       |     |
| CM               | 6  | Pablo Barrios    |       |     |
| CM               | 10 | Álex Baena       | 45+7' | 70' |
| RW               | 14 | Aimar Oroz       |       | 84' |
| AM               | 11 | Fermín López     | 78'   | 84' |
| LW               | 17 | Sergio Gómez     |       | 88' |
| CF               | 9  | Abel Ruiz (c)    |       | 89' |
| Thay người:      |    |                  |       |     |
| MF               | 16 | Adrián Bernabé   |       | 70' |
| MF               | 8  | Beñat Turrientes |       | 84' |
| FW               | 7  | Diego López      |       | 84' |
| FW               | 18 | Samu Omorodion   |       | 88' |
| DF               | 15 | Miguel Gutiérrez |       | 89' |
| Huấn luyện viên: |    |                  |       |     |
| Santi Denia      |    |                  |       |     |

| Trợ lý trọng tài: Jerson Emiliano dos Santos (Angola) Stephen Yiembe (Kenya) Trọng tài thứ tư: Mahmood Ali Ismail (Sudan) Trợ lý trọng tài dự phòng: Elvis Noupue (Cameroon) Trợ lý trọng tài video: Jérôme Brisard (Pháp) Trợ lý tổ trợ lý trọng tài video: Khamis Al-Marri (Qatar) Daiane Muniz (Brasil) |

### Ai Cập vs Paraguay
| Ai Cập                                                                             | 1–1 (s.h.p.) | Paraguay                                         |
| ---------------------------------------------------------------------------------- | ------------ | ------------------------------------------------ |
| - Ibrahim Adel 88'                                                                 | Chi tiết     | - D. Gómez 71'                                   |
| Loạt sút luân lưu                                                                  |              |                                                  |
| - Ahmed Koka - Mohamed Elneny - Karim El Debes - Hossam Abdelmaguid - Ibrahim Adel | 5–4          | - D. Gómez - Pérez - Viera - M. Gómez - Balbuena |

| Ai Cập | Paraguay |

| GK               | 1  | Hamza Alaa         |      |      |
| RB               | 4  | Ahmed Eid          |      |      |
| CB               | 2  | Omar Fayed         |      |      |
| CB               | 5  | Hossam Abdelmaguid |      |      |
| LB               | 7  | Mahmoud Saber      |      | 78'  |
| DM               | 17 | Mohamed Elneny (c) |      |      |
| CM               | 12 | Ahmed Koka         | 66'  |      |
| CM               | 6  | Mohamed Shehata    |      | 78'  |
| RF               | 14 | Ahmed Sayed        | 82'  | 111' |
| CF               | 9  | Osama Faisal       |      | 78'  |
| LF               | 10 | Ibrahim Adel       |      |      |
| Thay người:      |    |                    |      |      |
| FW               | 18 | Bilal Mazhar       |      | 78'  |
| MF               | 3  | Ahmed Atef         | 100' | 78'  |
| MF               | 11 | Mostafa Saad       |      | 78'  |
| DF               | 13 | Karim El Debes     |      | 111' |
| Huấn luyện viên: |    |                    |      |      |
| Rogério Micale   |    |                    |      |      |

| GK                  | 1  | Gatito Fernández     |       |     |
| RB                  | 2  | Alan Núñez           |       |     |
| CB                  | 14 | Fabián Balbuena      |       |     |
| CB                  | 3  | Ronaldo De Jesús     |       |     |
| LB                  | 4  | Daniel Rivas         |       |     |
| RM                  | 8  | Diego Gómez (c)      |       |     |
| CM                  | 6  | Marcos Gómez         |       |     |
| CM                  | 10 | Wilder Viera         | 90+6' |     |
| LM                  | 13 | Alexis Cantero       |       | 70' |
| CF                  | 18 | Marcelo Pérez        | 100'  |     |
| CF                  | 15 | Julio Enciso         |       | 78' |
| Thay người:         |    |                      |       |     |
| MF                  | 20 | Ángel Cardozo Lucena |       | 70' |
| DF                  | 5  | Gilberto Flores      | 86'   | 78' |
| Huấn luyện viên:    |    |                      |       |     |
| Carlos Jara Saguier |    |                      |       |     |

| Trợ lý trọng tài: Mahbod Beigi (Thụy Điển) Andreas Söderkvist (Thụy Điển) Trọng tài thứ tư: Drew Fischer (Canada) Trợ lý trọng tài dự phòng: Micheal Barwegen (Canada) Trợ lý trọng tài video: Ivan Bebek (Croatia) Trợ lý tổ trợ lý trọng tài video: Guillermo Pacheco (México) David Coote (Anh) |

### Pháp vs Argentina
| Pháp        | 1–0      | Argentina |
| ----------- | -------- | --------- |
| - Mateta 5' | Chi tiết |           |

| Pháp | Argentina |

| GK               | 16 | Guillaume Restes        | 76'    |       |
| RB               | 5  | Kiliann Sildillia       |        |       |
| CB               | 4  | Loïc Badé               |        |       |
| CB               | 2  | Castello Lukeba         |        |       |
| LB               | 3  | Adrien Truffert         |        | 63'   |
| CM               | 12 | Enzo Millot             | 90+12' | 90+5' |
| CM               | 6  | Manu Koné               | 41'    |       |
| CM               | 13 | Joris Chotard           |        | 79'   |
| AM               | 7  | Michael Olise           |        |       |
| CF               | 14 | Jean-Philippe Mateta    | 33'    |       |
| CF               | 10 | Alexandre Lacazette (c) |        | 80'   |
| Thay người:      |    |                         |        |       |
| DF               | 15 | Bradley Locko           |        | 63'   |
| MF               | 8  | Maghnes Akliouche       | 89'    | 79'   |
| FW               | 9  | Arnaud Kalimuendo       |        | 80'   |
| DF               | 17 | Soungoutou Magassa      | 90+5'  | 90+5' |
| Huấn luyện viên: |    |                         |        |       |
| Thierry Henry    |    |                         |        |       |

| GK                | 1                 | Gerónimo Rulli       |     |         |
| RB                | 4                 | Joaquín García       | 83' | 90'     |
| CB                | 2                 | Marco Di Cesare      | 21' | 46'     |
| CB                | 16                | Nicolás Otamendi (c) |     |         |
| LB                | 6                 | Bruno Amione         |     |         |
| RM                | 7                 | Kevin Zenón          |     | 64'     |
| CM                | 8                 | Cristian Medina      | 53' | 90'     |
| CM                | 5                 | Ezequiel Fernández   |     |         |
| LM                | 10                | Thiago Almada        |     |         |
| CF                | 17                | Giuliano Simeone     |     |         |
| CF                | 9                 | Julián Álvarez       |     |         |
| Thay người:       |                   |                      |     |         |
| DF                | 3                 | Julio Soler          |     | 46' 76' |
| FW                | 18                | Lucas Beltrán        | 55' | 64'     |
| FW                | 15                | Luciano Gondou       |     | 76'     |
| FW                | 11                | Claudio Echeverri    |     | 90'     |
| DF                | 13                | Gonzalo Luján        |     | 90'     |
| Huấn luyện viên:  |                   |                      |     |         |
| Javier Mascherano | Javier Mascherano | Javier Mascherano    | 55' |         |

| Trợ lý trọng tài: Andrey Tsapenko (Uzbekistan) Timur Gaynullin (Uzbekistan) Trọng tài thứ tư: Saíd Martínez (Honduras) Trợ lý trọng tài dự phòng: Walter López (Honduras) Trợ lý trọng tài video: Tatiana Guzmán (Nicaragua) Trợ lý tổ trợ lý trọng tài video: Leodán González (Uruguay) Ovidiu Hațegan (România) |

## Bán kết

### Maroc vs Tây Ban Nha
Ở phút thứ 17 của trận đấu, trọng tài Ilgiz Tantashev đã bị thương trong một pha va chạm với hậu vệ người Tây Ban Nha Marc Pubill. Ông được thay thế bởi trọng tài thứ tư Glenn Nyberg của Thụy Điển. Trọng tài người Anh Rebecca Welch sau đó đã đảm nhiệm vai trò trọng tài thứ tư.
| Maroc                | 1–2      | Tây Ban Nha                  |
| -------------------- | -------- | ---------------------------- |
| - Rahimi 37' (ph.đ.) | Chi tiết | - F. López 65' - Sánchez 86' |

| Maroc | Tây Ban Nha |

| GK               | 1  | Munir Mohamedi      |     |     |
| RB               | 2  | Achraf Hakimi (c)   |     |     |
| CB               | 17 | Oussama El Azzouzi  |     |     |
| CB               | 4  | Mehdi Boukamir      |     | 88' |
| LB               | 11 | Zakaria El Ouahdi   |     |     |
| CM               | 18 | Amir Richardson     | 76' |     |
| CM               | 14 | Oussama Targhalline |     |     |
| RW               | 10 | Ilias Akhomach      |     |     |
| AM               | 7  | Eliesse Ben Seghir  |     |     |
| LW               | 16 | Abde Ezzalzouli     |     |     |
| CF               | 9  | Soufiane Rahimi     | 37' |     |
| Thay người:      |    |                     |     |     |
| FW               | 15 | El Mehdi Maouhoub   |     | 88' |
| Huấn luyện viên: |    |                     |     |     |
| Tarik Sektioui   |    |                     |     |     |

| GK               | 1  | Arnau Tenas      | 37' |       |
| RB               | 2  | Marc Pubill      |     | 62'   |
| CB               | 4  | Eric García      |     |       |
| CB               | 5  | Pau Cubarsí      |     |       |
| LB               | 3  | Juan Miranda     |     | 62'   |
| CM               | 6  | Pablo Barrios    |     | 62'   |
| CM               | 10 | Álex Baena       |     | 90+2' |
| RW               | 14 | Aimar Oroz       |     |       |
| AM               | 11 | Fermín López     | 67' | 89'   |
| LW               | 17 | Sergio Gómez     |     |       |
| CF               | 9  | Abel Ruiz (c)    |     |       |
| Thay người:      |    |                  |     |       |
| DF               | 15 | Miguel Gutiérrez |     | 62'   |
| MF               | 16 | Adrián Bernabé   | 72' | 62'   |
| DF               | 20 | Juanlu Sánchez   |     | 62'   |
| MF               | 8  | Beñat Turrientes |     | 89'   |
| FW               | 18 | Samu Omorodion   |     | 90+2' |
| Huấn luyện viên: |    |                  |     |       |
| Santi Denia      |    |                  |     |       |

| Trợ lý trọng tài: Andrey Tsapenko (Uzbekstan) Timur Gaynullin (Uzbekstan) Trọng tài thứ tư: Glenn Nyberg (Thụy Điển) 17' Rebecca Welch (Anh) 46' Trợ lý trọng tài dự phòng: Andreas Söderkvist (Thụy Điển) Trợ lý trọng tài video: Tatiana Guzmán (Nicaragua) Trợ lý tổ trợ lý trọng tài video: Rodrigo Carvajal (Chile) Khamis Al-Marri (Qatar) |

### Pháp vs Ai Cập
| Pháp                           | 3–1 (s.h.p.) | Ai Cập              |
| ------------------------------ | ------------ | ------------------- |
| - Mateta 83', 99' - Olise 108' | Chi tiết     | - Mahmoud Saber 62' |

| Pháp | Ai Cập |

| GK               | 16 | Guillaume Restes        |        |      |
| RB               | 5  | Kiliann Sildillia       |        |      |
| CB               | 4  | Loïc Badé               | 89'    |      |
| CB               | 2  | Castello Lukeba         | 105+4' |      |
| LB               | 3  | Adrien Truffert         |        |      |
| CM               | 8  | Maghnes Akliouche       |        | 119' |
| CM               | 20 | Andy Diouf              |        | 76'  |
| CM               | 13 | Joris Chotard           |        |      |
| AM               | 7  | Michael Olise           |        |      |
| CF               | 14 | Jean-Philippe Mateta    |        | 118' |
| CF               | 10 | Alexandre Lacazette (c) |        | 105' |
| Thay người:      |    |                         |        |      |
| MF               | 11 | Désiré Doué             |        | 76'  |
| FW               | 9  | Arnaud Kalimuendo       |        | 105' |
| FW               | 18 | Rayan Cherki            |        | 118' |
| DF               | 17 | Soungoutou Magassa      |        | 119' |
| Huấn luyện viên: |    |                         |        |      |
| Thierry Henry    |    |                         |        |      |

| GK               | 1              | Hamza Alaa         |           |      |
| RB               | 7              | Mahmoud Saber      |           | 98'  |
| CB               | 2              | Omar Fayed         | 90+7' 92' |      |
| CB               | 5              | Hossam Abdelmaguid |           |      |
| LB               | 13             | Karim El Debes     |           | 90'  |
| DM               | 17             | Mohamed Elneny (c) |           |      |
| CM               | 12             | Ahmed Koka         |           |      |
| CM               | 6              | Mohamed Shehata    |           | 111' |
| RF               | 14             | Ahmed Sayed        | 105+1'    | 111' |
| CF               | 9              | Osama Faisal       |           | 90'  |
| LF               | 10             | Ibrahim Adel       |           | 93'  |
| Thay người:      |                |                    |           |      |
| FW               | 18             | Bilal Mazhar       |           | 90'  |
| MF               | 3              | Ahmed Atef         |           | 90'  |
| DF               | 15             | Mohamed Tarek      |           | 93'  |
| MF               | 8              | Ziad Kamal         | 105+2'    | 98'  |
| MF               | 11             | Mostafa Saad       |           | 111' |
| MF               | 19             | Mohamed Hamdy      |           | 111' |
| Huấn luyện viên: |                |                    |           |      |
| Rogério Micale   | Rogério Micale | Rogério Micale     | 90+7'     |      |

| Trợ lý trọng tài: Walter López (Honduras) Christian Ramírez (Honduras) Trọng tài thứ tư: Drew Fischer (Canada) Trợ lý trọng tài dự phòng: Micheal Barwegen (Canada) Trợ lý trọng tài video: Leodán González (Uruguay) Trợ lý tổ trợ lý trọng tài video: Guillermo Pacheco (México) Daiane Muniz (Brasil) |

## Tranh huy chương đồng
| Ai Cập | 0–6      | Maroc                                                                          |
| ------ | -------- | ------------------------------------------------------------------------------ |
|        | Chi tiết | - Ezzalzouli 23' - Rahimi 26', 64' - El Khannous 51' - Nakach 73' - Hakimi 87' |

| Ai Cập | Maroc |

| GK               | 1  | Hamza Alaa         |     |     |
| RB               | 6  | Mohamed Shehata    |     | 86' |
| CB               | 15 | Mohamed Tarek      |     |     |
| CB               | 5  | Hossam Abdelmaguid |     |     |
| LB               | 13 | Karim El Debes     |     | 46' |
| DM               | 17 | Mohamed Elneny (c) |     |     |
| CM               | 12 | Ahmed Koka         |     |     |
| CM               | 7  | Mahmoud Saber      |     | 56' |
| RF               | 14 | Ahmed Sayed        |     | 12' |
| CF               | 9  | Osama Faisal       |     | 86' |
| LF               | 10 | Ibrahim Adel       | 31' |     |
| Thay người:      |    |                    |     |     |
| MF               | 11 | Mostafa Saad       |     | 12' |
| MF               | 3  | Ahmed Atef         | 50' | 46' |
| MF               | 8  | Ziad Kamal         |     | 56' |
| MF               | 19 | Mohamed Hamdy      |     | 86' |
| FW               | 18 | Bilal Mazhar       |     | 86' |
| Huấn luyện viên: |    |                    |     |     |
| Rogério Micale   |    |                    |     |     |

| GK               | 1  | Munir Mohamedi      |     |     |
| RB               | 2  | Achraf Hakimi (c)   | 61' |     |
| CB               | 3  | Akram Nakach        |     | 81' |
| CB               | 4  | Mehdi Boukamir      |     |     |
| LB               | 11 | Zakaria El Ouahdi   |     |     |
| DM               | 14 | Oussama Targhalline |     | 63' |
| CM               | 18 | Amir Richardson     |     | 77' |
| CM               | 8  | Bilal El Khannous   |     | 77' |
| RF               | 10 | Ilias Akhomach      |     |     |
| CF               | 9  | Soufiane Rahimi     |     |     |
| LF               | 16 | Abde Ezzalzouli     |     | 77' |
| Thay người:      |    |                     |     |     |
| MF               | 13 | Yassine Kechta      |     | 63' |
| MF               | 6  | Benjamin Bouchouari |     | 77' |
| FW               | 7  | Eliesse Ben Seghir  |     | 77' |
| FW               | 15 | El Mehdi Maouhoub   |     | 77' |
| DF               | 5  | Adil Tahif          |     | 81' |
| Huấn luyện viên: |    |                     |     |     |
| Tarik Sektioui   |    |                     |     |     |

| Trợ lý trọng tài: Jan Erik Engan (Na Uy) Isaak Bashevkin (Na Uy) Trọng tài thứ tư: François Letexier (Pháp) Trợ lý trọng tài dự phòng: Cyril Mugnier (Pháp) Trợ lý trọng tài video: Rob Dieperink (Hà Lan) Trợ lý tổ trợ lý trọng tài video: Leodán González (Uruguay) Sivakorn Pu-udom (Thái Lan) |

## Tranh huy chương vàng
| Pháp                                                | 3–5 (s.h.p.) | Tây Ban Nha                                            |
| --------------------------------------------------- | ------------ | ------------------------------------------------------ |
| - Millot 11' - Akliouche 79' - Mateta 90+3' (ph.đ.) | Chi tiết     | - F. López 18', 25' - Baena 28' - Camello 100', 120+1' |

| Pháp | Tây Ban Nha |

| GK               | 16 | Guillaume Restes        |       |      |
| RB               | 5  | Kiliann Sildillia       |       | 111' |
| CB               | 4  | Loïc Badé               | 45+5' |      |
| CB               | 2  | Castello Lukeba         |       |      |
| LB               | 3  | Adrien Truffert         |       | 91'  |
| DM               | 6  | Manu Koné               | 36'   | 106' |
| CM               | 12 | Enzo Millot             |       | 77'  |
| CM               | 13 | Joris Chotard           |       | 52'  |
| AM               | 7  | Michael Olise           |       |      |
| CF               | 10 | Alexandre Lacazette (c) |       | 52'  |
| CF               | 14 | Jean-Philippe Mateta    |       |      |
| Thay người:      |    |                         |       |      |
| MF               | 8  | Maghnes Akliouche       |       | 52'  |
| FW               | 9  | Arnaud Kalimuendo       |       | 52'  |
| MF               | 11 | Désiré Doué             |       | 77'  |
| DF               | 15 | Bradley Locko           |       | 91'  |
| DF               | 17 | Soungoutou Magassa      |       | 106' |
| FW               | 18 | Rayan Cherki            |       | 111' |
| Huấn luyện viên: |    |                         |       |      |
| Thierry Henry    |    |                         |       |      |

| GK               | 1  | Arnau Tenas      |        |     |
| RB               | 2  | Marc Pubill      |        | 73' |
| CB               | 4  | Eric García      |        |     |
| CB               | 5  | Pau Cubarsí      |        |     |
| LB               | 3  | Juan Miranda     | 90+2'  | 98' |
| CM               | 6  | Pablo Barrios    |        |     |
| CM               | 10 | Álex Baena       | 78'    | 83' |
| RW               | 14 | Aimar Oroz       |        | 88' |
| AM               | 11 | Fermín López     |        | 73' |
| LW               | 17 | Sergio Gómez     |        |     |
| CF               | 9  | Abel Ruiz (c)    |        | 83' |
| Thay người:      |    |                  |        |     |
| DF               | 20 | Juanlu Sánchez   |        | 73' |
| MF               | 16 | Adrián Bernabé   | 76'    | 73' |
| MF               | 8  | Beñat Turrientes |        | 83' |
| FW               | 21 | Sergio Camello   | 120+2' | 83' |
| DF               | 12 | Jon Pacheco      | 94'    | 88' |
| DF               | 15 | Miguel Gutiérrez |        | 98' |
| Huấn luyện viên: |    |                  |        |     |
| Santi Denia      |    |                  |        |     |

| Trợ lý trọng tài: Rafael Alves (Brasil) Guillerme Camilo (Brasil) Trọng tài thứ tư: Dahane Beida (Mauritanie) Trợ lý trọng tài dự phòng: Jerson Emiliano dos Santos (Angola) Trợ lý trọng tài video: Tatiana Guzmán (Nicaragua) Trợ lý tổ trợ lý trọng tài video: David Coote (Anh) Ovidiu Hațegan (România) |